# میسون ویل کوتون
میسون ویل کوتون (انگلیسی: Mason Vale Cotton؛ زادهٔ ۲۵ ژوئن ۲۰۰۲) هنرپیشه اهل ایالات متحده آمریکا است.
از فیلم‌ها یا برنامه‌های تلویزیونی که وی در آن نقش داشته‌است می‌توان به کدبانوهای وامانده، مد من اشاره کرد.